# Йосиф Грицай
Йосиф Грицай (24 березня 1883, Киданці — 28 червня 1941, Тернопіль) — церковний діяч, священник УГКЦ, адміністратор Тернопільського деканату. Батько Зеновія Грицая. Слуга Божий.

## Життєпис
Народився 24 березня 1883 року в селі Киданці Збаразького повіту в сім'ї Андрія Грицая і його дружини Марії. Навчався у початковій школі в рідному селі, потім у Вищій тернопільській гімназії (2-4 класи у 1896—1899 роках). У 1903 році як екстерніст закінчив V Львівську цісарсько-королівську гімназію. 1907 році закінчив Львівську духовну семінарію і богословський факультет Львівського університету, одружився з Оленою Гриневич і того ж року отримав священичі свячення. З дружиною виховували трьох дітей: синів Анатолія і Зенона та дочку Оксану.
Душпастирював у селах Кам'янки (1907—1910), Староміщина (як адміністратор парафії у 1910—1911 роках), Заднишівка (1911—1914), у містечку Рудно біля Львова і в с. Колодіївка (1918—1927).
У 1927 році отримав призначення на парафію в с. Чернихів з філіальними церквами в селах Глядки і Плесківці Тернопільського деканату. Від 1928 року — адміністратор Тернопільського деканату УГКЦ і пробув на цій посаді приблизно до 1936 року. Член УНДО. При церкві в Чернихові створив Братство Апостольства молитви та Український Католицький Союз. Діяльний у товаристві «Просвіта».
Заарештований у 1940 році органами НКВС і засуджений до розстрілу, вирок замінено на 10 років позбавлення волі. Утримувався в Тернопільській тюрмі, де після тортур 28 червня 1941 року був розіп'ятий на дверях камери. Реабілітований 1991 року.

### Беатифікаційний процес
Від 2001 року триває беатифікаційний процес прилучення о. Йосифа Грицая до лику блаженних.